# کریول مردانه ناتیک
کریول ناتیکی یا کرویول مردانه ناتیکی یک زبان کریول است که بیشتر در آب‌سنگ حلقوی ساپووآفیک (با نام پیشین "ناتیک") در جزایر کارولین صحبت می‌شود. ۵۰۰ نفر در در آب‌سنگ حلقوی ساپووآفیک و نزدیک به ۲۰۰ نفر در آبخوست اصلی پوناپی به این زبان سخن می‌گویند. این کریول که از ترکیبن زبان انگلیسی، ساپووآفیک و پوناپی پدید می‌آید بیشتر توسط مردان صحبت می‌شود. اما زنان و کودکان نیز می‌توانند آن را بفهمند.
واژه "ناتیکی" به زبان کریول نشده با ریشه زبان پوناپی که در آب‌سنگ حلقوی ساپووآفیک صحبت می‌شود هم گفته می‌شود.

## تاریخچه
کریول مردانه ناتیک کریول مردانه ناتیک به خاطر کشتار جمعی ناتیک در ۱۸۳۷ میلادی است. در این سال گروه بزرگی از مردان آبخوست ناتیک به دست کارکنان یک کشتی استرالیایی به فرماندهی «سی.اچ. هارت» و جنگجویان پوناپی کشته شدند. پس از آن اروپایی‌ها و مردمان پوناپی در این آب‌سنگ حلقوی ساکن شده و با زندگی زنان بومی آن، نژاد، فرهنگ، و زبان تازه‌ای پدید آمد. به غیر از مردان، دیگر ساکنان آبخوست به زبان ناتیکی سخن می‌گویند که نزدیک به زبان پوناپی است.